# Shahrestān-e Fīrūzkūh
Shahrestān-e Fīrūzkūh (persiska: شهرستان فيروزكوه, فيروزكوه) är en delprovins (shahrestan) i Iran.   Den ligger i provinsen Teheran, i den centrala delen av landet, 120 km öster om huvudstaden Teheran.
Delprovinsen hade 33 558 invånare 2016.
Följande samhällen finns i Shahrestān-e Fīrūzkūh:
- Saleh Bon